# Supercoppa italiana 2024 (pallavolo femminile)
La Supercoppa italiana 2024, 29ª edizione della Supercoppa nazionale di pallavolo femminile, si è svolta il 28 settembre 2024: al torneo hanno partecipato due squadre di club italiane e la vittoria finale è andata per l'ottava volta, la settima consecutiva, all'Imoco.

## Formula
La formula ha previsto una gara unica.

## Squadre partecipanti
| Squadra      | Qualificazione                                   |
| ------------ | ------------------------------------------------ |
| Imoco        | Vincitrice Coppa Italia 2023-24/Serie A1 2023-24 |
| Pro Victoria | Finale Coppa Italia 2023-24                      |

## Torneo
| 28 settembre 2024 Palazzo dello Sport, Roma Durata: 2h:03 - Spettatori: 10 300 | Imoco | 3 - 2 | Pro Victoria | 20-25, 25-16, 21-25, 25-23, 15-11 |